# Crack (banda)
Crack va ser un grup de rock progressiu i simfònic espanyol format el 1977. Van formar part de l'onada de grups de rock progressiu i simfònic que van definir el punt àlgid del rock progressiu espanyol. Durant aquest període, moltes bandes —inclosa Crack— van tenir dificultats financeres, ja que van prioritzar la integritat artística per sobre de les demandes comercials de la ràdio. Reptes com ara un equip de so inadequat, preferències canviants del públic, restriccions de la indústria i de les discogràfiques, i desacords interns ocasionals van contribuir a la dissolució del grup.

## Història
Crack es va establir el 1977 i va començar com un grup de quatre membres sense guitarra elèctrica. A finals d'aquell any, Mento Hevia , juntament amb el baixista original Vidal Antón i Manolo Jiménez, van reprendre el contacte amb Alberto Fontaneda, un antic company d'universitat d'Oviedo, on tant Hevia com Fontaneda havien estudiat dret. Mentre treballaven a "Marchando una del Cid", buscaven un cantant i un flautista. L'alineació inicial va començar ràpidament a assajar i va tocar sempre que va poder aconseguir actuacions. Finalment, el so de la banda es va fer més ple i dinàmic amb la incorporació de Rafael Rodríguez a la guitarra i, més tard, la substitució amistosa de Vidal Antón per Alex Cabal al baix.

## Album
L'únic àlbum de Crack, Si Todo Hiciera Crack, va ser gravat en cinc dies als estudis Audiofilm de Madrid i publicat pel segell Chapa Discos. La cantant Encarnación González, coneguda com "Cani", va aportar veus femenines a l'àlbum, donant suport a Alberto Fontaneda en diversos temes.
Segons els crèdits de l'àlbum, Crack, la banda mateixa, es va encarregar de la producció musical. El pressupost de promoció per a Si Todo Hiciera Crack era gairebé inexistent, ja que la discogràfica havia optat per invertir en gèneres més segurs i comercials. Mentrestant, el moviment de la new wave, conegut a Espanya com 'La Movida', anava agafant força. Encara que reconegut per les seves composicions de rock simfònic i progressiu, l'àlbum no va aconseguir un èxit comercial significatiu en aquell moment.
La banda es va dissoldre l'any 1980 per conflictes interns, problemes econòmics i dificultats per mantenir el projecte. L'àlbum inclou set temes que barreja elements simfònics, influències espanyoles i estils de rock progressiu. Amb pocs cors, gairebé totes les cançons es desenvolupen com una faula. Cada lletra inclou elements de fantasia i mite.
- Descenso en el Mahëllstrom[4][5] (5:27): Inspirada en la història breu d'Edgar Allan Poe, aquesta cançó retrata la lluita d'un home per sobreviure a un naufragi atrapat en un remolí massiu.

- Amantes de la Irrealidad[5] (6:15): Una peça simfònica amb canvis de tempo, seccions de Mellotron, passatges intensos de guitarra i una barreja de veus masculines i teclats, amb lletres que expressen la recerca de la felicitat a través d'una perspectiva idealista i utòpica.

- Cobarde o Desertor[5] (4:56): Una cançó que tracta sobre el reclutament, el militarisme i la guerra, i il·lustra la realitat a la qual s'enfrontaven molts joves de l'època sotmesos al servei militar obligatori..

- Buenos Deseos[5] (3:54): Una peça curta amb un to contemplatiu.

- Marchando Una del El Cid[4][5](7:45): Composició èpica amb influències medievals, inspirada en l'exili i els darrers dies de Rodrigo Díaz de Vivar, conegut com El Cid, figura central del Cantar de mio Cid, el poema èpic medieval espanyol més conegut.

- Si Todo Hiciera Crack[5] (10:11): La cançó que dóna títol a l'àlbum utilitza la història d'un hàmster que corre sense parar en cercles com una al·legoria per explorar temes existencials..

- Epílogo[5] (2:19)

## Estil musical[calcitació]
Principalment instrumental, la música de Crack es pot classificar com a rock progressiu simfònic, caracteritzada per composicions intricades que eviten els cors repetitius a favor d'una evolució musical contínua. La interacció entre els instruments crea un paisatge sonor ric, fusionant influències del rock progressiu europeu amb una essència clarament espanyola.
La seva música inclou teclats, guitarra i flauta, inspirant-se en bandes com Genesis, Camel i Jethro Tull, i incorporant elements musicals espanyols. Les característiques formals més destacades de Crack s'assemblen a les de les bandes clàssiques europees de rock progressiu-simfònic, amb un predomini d'interludis instrumentals llargs, metres irregulars i timbres i efectes de sintetitzador distintius.
La banda donava preferència a la melodia i al matís interpretatiu, amb referències freqüents a la llibertat i temes bucòlics a les seves lletres. En descriure la seva música, el grup utilitzava sovint el terme "impressionista" i citava la influència harmònica de compositors com Debussy i Ravel .

## Llegat[calcitació]
Tot i que la carrera de Crack va ser breu, el seu disc continua sent una pedra angular del rock progressiu espanyol. S'ha reeditat diverses vegades a països com el Japó i Corea del Sud a causa de la seva popularitat entre els entusiastes del rock progressiu. La banda és recordada per la seva creativitat i contribució al gènere durant una època desafiant per a la música progressiva a  Espanya .

## Membres de la banda
- Alberto Fontaneda: veu, guitarra i flauta.
- Mento Hevia : Teclats i veus.
- Àlex Cabal: Baix.
- Manolo Jiménez: Bateria.
- Rafael Rodríguez: Guitarra.[7]